# Erik Palmstedt
Erik Palmstedt (født 16. december 1741 i Stockholm, død 12. juni 1803) var en fremtrædende svensk arkitekt fra den gustavianske periode, og ophavsmanden til flere monumentale bygninger i Stockholm, bl.a. Börshuset, Arvefyrstens Palads og Norrbro. Han var vicestadsarkitekt i Stockholm og desuden organist ved Riddarholmskirken i Gamla Stan.

## Biografi
Palmstedt fik sin uddannelse på Johan Eberhard Carlbergs skole, og blev valgt som vicestadsarkitekt i Stockholm i 1773. Han blev udnævnt til titulær professor i 1791 og blev medlem af Kungliga Akademien för de fria konsterna, hvor han blev udnævnt til rektor for arkitekturundervisningen i 1802. Den 4. april 1781 blev han medlem nr. 77 af Kungliga Musikaliska Akademien.
Allerede som nittenårig tegnede Erik Palmstedt et par huse i Stockholm på egen hånd. Hans bygninger viser tidlig fransk påvirkning og inspiration fra J.F. Blondel og G.M. Oppenort. Efter at have arbejdet for retsinstanser, fik han i 1767 til opgave at tegne Börshuset, idet han ændrede arkitekten Carl Johan Cronstedts tegninger og blev bygningens egentlige skaber. Huset viser den typiske overgang fra rokoko til gustaviansk stil.
Han tog på studierejse til Rom og Paris fra 1778-80, hvor han studerede nye arkitektoniske strømninger inden for monumentale bygninger og deres stilbrud med barokken. I Rom studerede han antik arkitektur. Erik Palmstedt nedskrev sine indtryk og erfaringer fra turen i sine dagbøger og lavede også stilanalyser og studietegninger.
Da han vendte tilbage til Sverige, blev han ansat af Gustav 3. til arkitekturarbejde på Gripsholms Slott, som han lavede adskillige om- og nybygninger på, f.eks. dramascenen i Teatertårnet. Hans mest bemærkelsesværdige arbejde blev efterfølgende tilføjet, Arvefyrstens Palads. Han tegnede og designede også sit eget hus på Västerlånggatan 27, Palmstedts hus, som dog var ufærdigt ved hans død. Nogle af hans bygninger er dog blevet revet ned, eksempelvis De Hildebrandske huse i kvarteret Rosenbad og den gamle Riddarholmsbron. I sin egenskab af vicestadsarkitekt tegnede han nogle af byens store brønde, blandt andet Stortorgsbrunnen og Tyska brunn.
Uden for Stockholmsområdet har Erik Palmstedt designet nogle herregårde, for eksempel Heby Slott i Södermanland og Skinnskattebergs herrgård i Västmanland, samt nogle udvidelser af forskellige kirker.
Palmstedt var søn af hofmusicus Johan Palmstedt og Maria Segerlund. Han var selv musikalsk og fungerede i 27 år som organist ved Riddarholmskirken. I 1784 giftede han sig med Hedvig Gustava Robsahmsson, barnebarn af retsskriveren Nils Björk. Ægteskabet var økonomisk fordelagtigt, og i hans hjem på Svartmangatan samlede han mange af datidens store kunstnere, bl.a. Carl Michael Bellman, Joseph Martin Kraus og Elias Martin. Sønnen Carl Palmstedt (1785-1870) var én af Jacob Berzelius' nærmeste medarbejdere og desuden grundlægger af Chalmers tekniska högskola.
Erik Palmstedts grav findes i Storkyrkan i Stockholm.

## Udvalgte arkitektoniske værker
- Börshuset, 1767-1778
- Levins villa, Riddarholmen, efter 1771
- Skinnskattebergs herrgård, påbegyndt 1775
- Stortorgsbrunnen, 1778
- Heby slott, omkring 1780
- De Hildebrandske huse, omkring 1780-1800
- Norrbro, 1781-1807
- Toldhuset, Skeppsbron 38, 1783-1790
- Svartå Slott, 1783-1792
- Arvefyrstens Palads, 1783-1794
- Den gamle Riddarholmsbron, 1784-1789 (nedrevet i 1867)
- Tyska brunn, 1785
- Dalarö toldhus, 1788
- Söderfors Kirke, 1789-1792
- Stockholms panteon, 1791 (ufuldendt)
- Fållnäs gård, 1780-1807
- Palmstedts hus, 1801

## Billeder
- Börshuset.
- Stortorgsbrunnen.
- Arvefyrstens Palads.
- Heby Slott.
- Dalarö toldhus.